# 南布朗鎮區 (堪薩斯州愛德華茲縣)
南布朗鎮區（英語：South Brown Township）為美國堪薩斯州愛德華茲縣轄下的鎮區。2010年美国人口普查中此鎮區人口有78人。

## 地理
南布朗鎮區涵蓋總面積為251.1平方（96.95平方英里），其中陸地面積為251.1平方（96.95平方英里），水域面積為0平方（0.00平方英里）或0.00%。海拔高度680（2,230英尺）。

## 人口統計
根據2010年美國人口普查，南布朗鎮區人口有78人，其中男性有41人，女性有37人，人口密度為每平方公里0.31人，住房計39戶。鎮區內的白人有78人，非裔美國人有0人，美洲原住民有0人，亞裔美國人有0人，太平洋島裔美國人有0人，其他種族有0人，混血種族則有0人。此外鎮區內有6人為西班牙裔或拉丁裔美國人。此鎮區之年齡中位數為43.0歲，而男性年齡中位數為41.5歲，女性年齡中位數為46.5歲。

## 交通

### 主要公路
- 183號美國國道